# بير مايكل يوهانسن
بير مايكل يوهانسن (بالدنماركية: Per Michael Johansen)‏ هو فيزيائي ومهندس دنماركي، ولد في 1960.